# Nonant
Ne doit pas être confondu avec Nonant-le-Pin.
Nonant est une commune française, située dans le département du Calvados en région Normandie, peuplée de 516 habitants.

## Géographie
Située dans le Bessin, Nonant est à cinq kilomètres au sud-est de Bayeux, dans la vallée de la Seulles, et à vingt-trois kilomètres de Caen.
Les principaux hameaux sont les Feugrais, la Bergerie, le Londain, le Château, les Ruisseaux, la Neuville, le Bois, le Treilloux, les Maisons, le Lieu Poulain, le Bois, la Houlotte, Vieux-Pont.
| Saint-Martin-des-Entrées, Monceaux-en-Bessin | Saint-Martin-des-Entrées | Vaux-sur-Seulles                          |
| Ellon                                        | Nonant                   | Carcagny                                  |
| Ellon                                        | Condé-sur-Seulles        | Ducy-Sainte-Marguerite, Condé-sur-Seulles |

### Hydrographie
La commune est située dans le bassin Seine-Normandie. Elle est drainée par la Seulles, le fossé 01 du Londain et  et un autre petit cours d'eau,.
La Seulles, d'une longueur de 72 km, prend sa source dans la commune de Dialan sur Chaîne et se jette  dans la baie de Seine à Courseulles-sur-Mer, après avoir traversé 31 communes. 

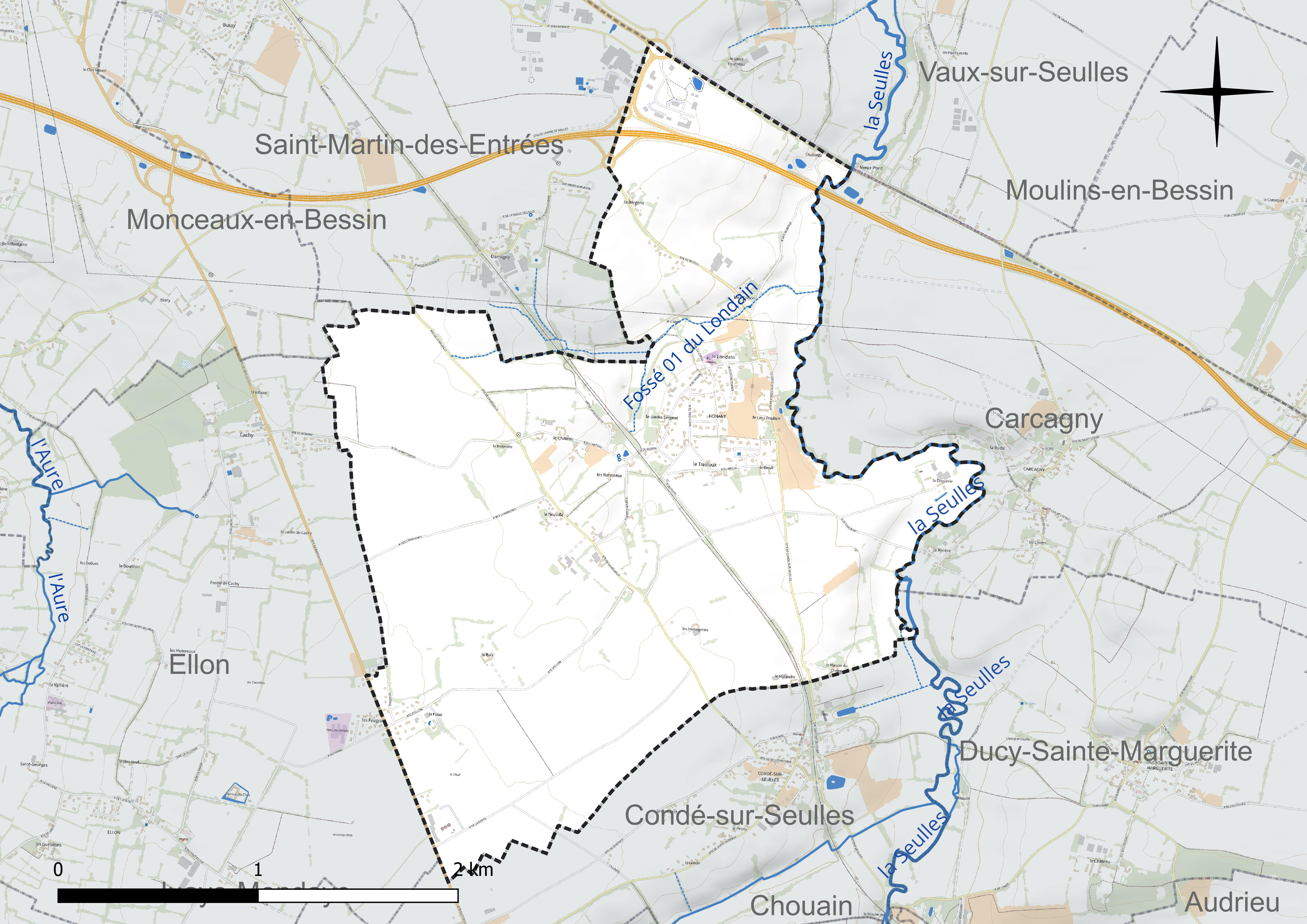
Réseau hydrographique de Nonant.

### Climat
Pour des articles plus généraux, voir Climat de la Normandie et Climat du Calvados.
En 2010, le climat de la commune est de type climat océanique altéré, selon une étude du CNRS s'appuyant sur une série de données couvrant la période 1971-2000. En 2020, Météo-France publie une typologie des climats de la France métropolitaine dans laquelle la commune est exposée à un climat océanique et est dans la région climatique  Normandie (Cotentin, Orne), caractérisée par une pluviométrie relativement élevée (850 mm/a) et un été frais (15,5 °C) et venté. Parallèlement le GIEC normand, un groupe régional d'experts sur le climat, différencie quant à lui, dans une étude de 2020, trois grands types de climats pour la région Normandie, nuancés à une échelle plus fine par les facteurs géographiques locaux. La commune est, selon ce zonage, exposée à un « climat des plateaux abrités », correspondant à la plaine agricole de Caen à Falaise, sous le vent des collines de Normandie et proche de la mer, se caractérisant par une pluviométrie et des contraintes thermiques modérées.
Pour la période 1971-2000, la température annuelle moyenne est de 10,8 °C, avec  une amplitude thermique annuelle de 11,8 °C. Le cumul annuel moyen de précipitations est de 770 mm, avec 12,8 jours de précipitations en janvier et 7,6 jours en juillet. Pour la période 1991-2020, la température moyenne annuelle observée sur la station météorologique la plus proche, située sur la commune de Carpiquet à 15 km à vol d'oiseau, est de 11,5 °C et le cumul annuel moyen de précipitations est de 740,3 mm,. Pour l'avenir, les paramètres climatiques de la commune estimés pour 2050 selon différents scénarios d'émission de gaz à effet de serre sont consultables sur un site dédié publié par Météo-France en novembre 2022.

## Urbanisme

### Typologie
Au 1er janvier 2024, Nonant est catégorisée commune rurale à habitat dispersé, selon la nouvelle grille communale de densité à 7 niveaux définie par l'Insee en 2022.
Elle est située hors unité urbaine. Par ailleurs la commune fait partie de l'aire d'attraction de Caen, dont elle est une commune de la couronne,. Cette aire, qui regroupe 296 communes, est catégorisée dans les aires de 200 000 à moins de 700 000 habitants,.

### Occupation des sols
L'occupation des sols de la commune, telle qu'elle ressort de la base de données européenne d'occupation biophysique des sols Corine Land Cover (CLC), est marquée par l'importance des territoires agricoles (92 % en 2018), en diminution par rapport à 1990 (99,8 %). La répartition détaillée en 2018 est la suivante : terres arables (62,8 %), zones agricoles hétérogènes (15,7 %), prairies (13,4 %), zones urbanisées (5,7 %), zones industrielles ou commerciales et réseaux de communication (2,3 %). L'évolution de l'occupation des sols de la commune et de ses infrastructures peut être observée sur les différentes représentations cartographiques du territoire : la carte de Cassini (XVIIIe siècle), la carte d'état-major (1820-1866) et les cartes ou photos aériennes de l'IGN pour la période actuelle (1950 à aujourd'hui).

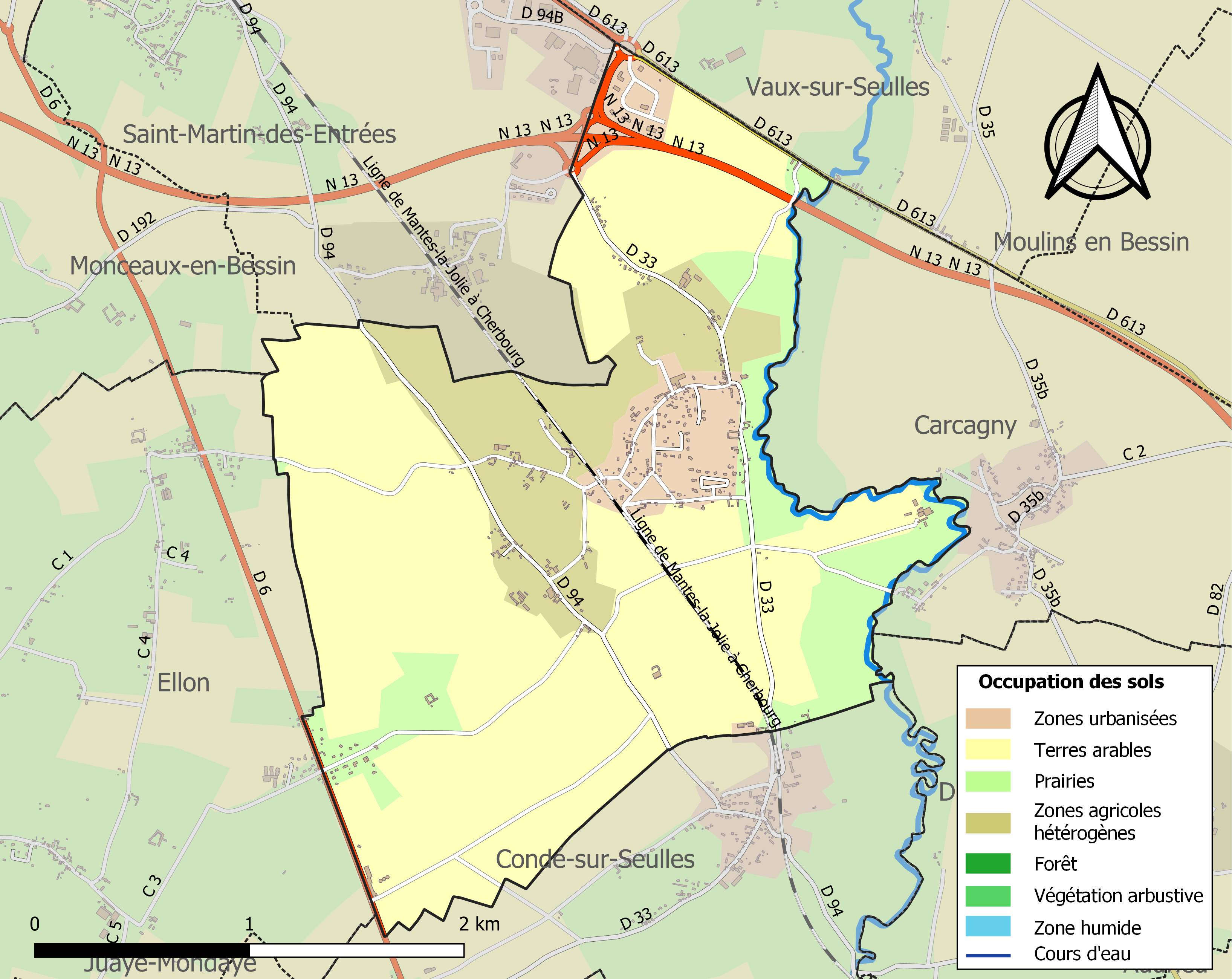
Carte des infrastructures et de l'occupation des sols de la commune en 2018 (CLC).

## Toponymie
Le nom de la localité est attesté sous la forme Nonant entre 1050 et 1066, Nonnantum en 1212, Nonnant en 1257, Nonant en 1653.
Nonant est vraisemblablement la contraction du type toponymique gaulois *Novio-nemeton, basé sur l'adjectif noviios « neuf » et le substantif nemeton « sanctuaire »,.
D'autres hypothèses ont toutefois été émises, basées sur le gaulois noviios « neuf » nantos « vallée », l'anthroponyme gaulois Nonnus et nantos « vallée », ou l'anthroponyme germanique Nonna(n) pris tel quel.
Homonymie avec quelques autres Nonant, dont Nonant-le-Pin (Orne).
Le gentilé est Nonantais.

## Histoire
Des fouilles archéologiques ont montré la présence de fermes dès le début du deuxième millénaire avant notre ère. Ces fermes regroupaient plusieurs bâtiments de forme rectangulaire, habitations et annexes agricoles.
C'est sur le territoire paroissiale qu'était implanté le fief de Damigny. Au début du XVIe siècle, le seigneur en est Jean II de Longaunay. Il épousa Marie Thésard héritière de la terre de Dampierre.
Le village perdit 120 habitants en 1628 à la suite d'une épidémie de peste.

## Politique et administration
| Période                                  | Période   | Identité        | Étiquette | Qualité     |
| ---------------------------------------- | --------- | --------------- | --------- | ----------- |
| (avant 2001)                             | mars 2008 | Yves Lecornu    |           |             |
| mars 2008                                | En cours  | Nicolas Guillot | SE        | Agriculteur |
| Les données manquantes sont à compléter. |           |                 |           |             |

Le conseil municipal est composé de onze membres dont le maire et trois adjoints.

## Démographie
L'évolution du nombre d'habitants est connue à travers les recensements de la population effectués dans la commune depuis 1793. Pour les communes de moins de 10 000 habitants, une enquête de recensement portant sur toute la population est réalisée tous les cinq ans, les populations de référence des années intermédiaires étant quant à elles estimées par interpolation ou extrapolation. Pour la commune, le premier recensement exhaustif entrant dans le cadre du nouveau dispositif a été réalisé en 2008.
En 2022, la commune comptait 516 habitants, en évolution de +4,24 % par rapport à 2016 (Calvados : +1,58 %, France hors Mayotte : +2,11 %).
Au premier recensement républicain, en 1793, Nonant comptait 700 habitants, population jamais atteinte depuis.
| 1793 | 1800 | 1806 | 1821 | 1831 | 1836 | 1841 | 1846 | 1851 |
| ---- | ---- | ---- | ---- | ---- | ---- | ---- | ---- | ---- |
| 700  | 685  | 638  | 629  | 661  | 614  | 604  | 566  | 556  |

| 1856 | 1861 | 1866 | 1872 | 1876 | 1881 | 1886 | 1891 | 1896 |
| ---- | ---- | ---- | ---- | ---- | ---- | ---- | ---- | ---- |
| 554  | 535  | 525  | 504  | 468  | 416  | 412  | 403  | 404  |

| 1901 | 1906 | 1911 | 1921 | 1926 | 1931 | 1936 | 1946 | 1954 |
| ---- | ---- | ---- | ---- | ---- | ---- | ---- | ---- | ---- |
| 387  | 355  | 330  | 276  | 271  | 242  | 225  | 280  | 232  |

| 1962 | 1968 | 1975 | 1982 | 1990 | 1999 | 2006 | 2008 | 2013 |
| ---- | ---- | ---- | ---- | ---- | ---- | ---- | ---- | ---- |
| 243  | 250  | 266  | 361  | 388  | 384  | 426  | 438  | 481  |

| 2018 | 2022 | - | - | - | - | - | - | - |
| ---- | ---- | - | - | - | - | - | - | - |
| 497  | 516  | - | - | - | - | - | - | - |

## Économie
La commune se situe dans la zone géographique des appellations d'origine protégée (AOP) Beurre d'Isigny et Crème d'Isigny.
Zone d'activité de la communauté de communes de Bayeux Intercom de Nonant, huit hectares.
- Chèvrerie.
- Manoir du Chêne.
- Chocolaterie.
- Garage auto.
- Étap hôtel.
- Courtepaille.
- Éditions OREP.

## Lieux et monuments
- Église Saint-Martin, du XIIe siècle, inscrite au titre des monuments historiques[32]. À l'intérieur, en 1339 les Longaunay construisirent dans l'église paroissiale une chapelle qui servit de modèle à celle qu'ils feront édifier dans l'église Saint-Pierre de Dampierre[33]
- Manoir du Chêne (XVIIIe siècle).
- Moulin du Coisel.
- Lavoir, au lieu Foison : à l'intérieur, sur l'une des pierres du sol est notée la date de 1830.

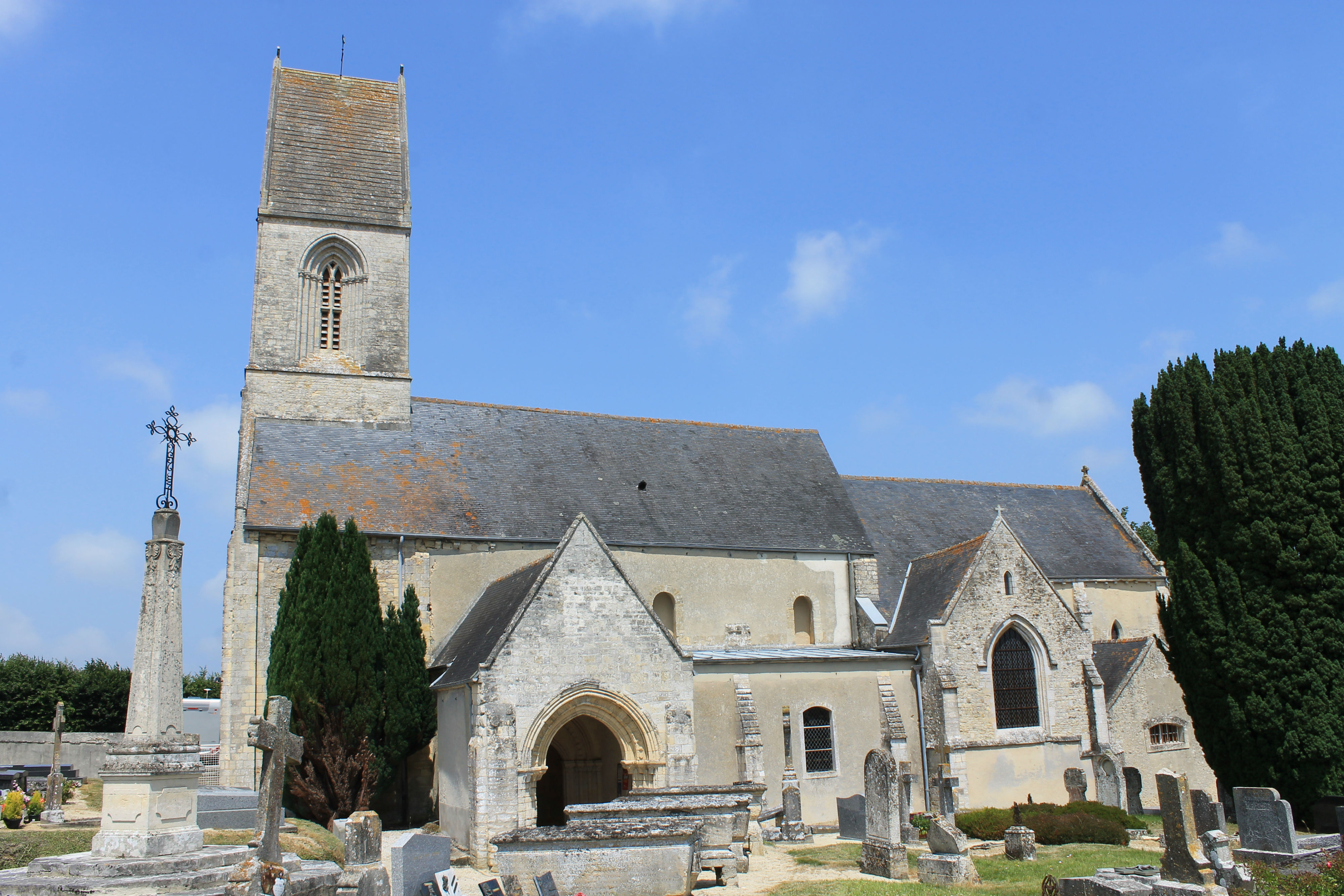
Église Saint-Martin.
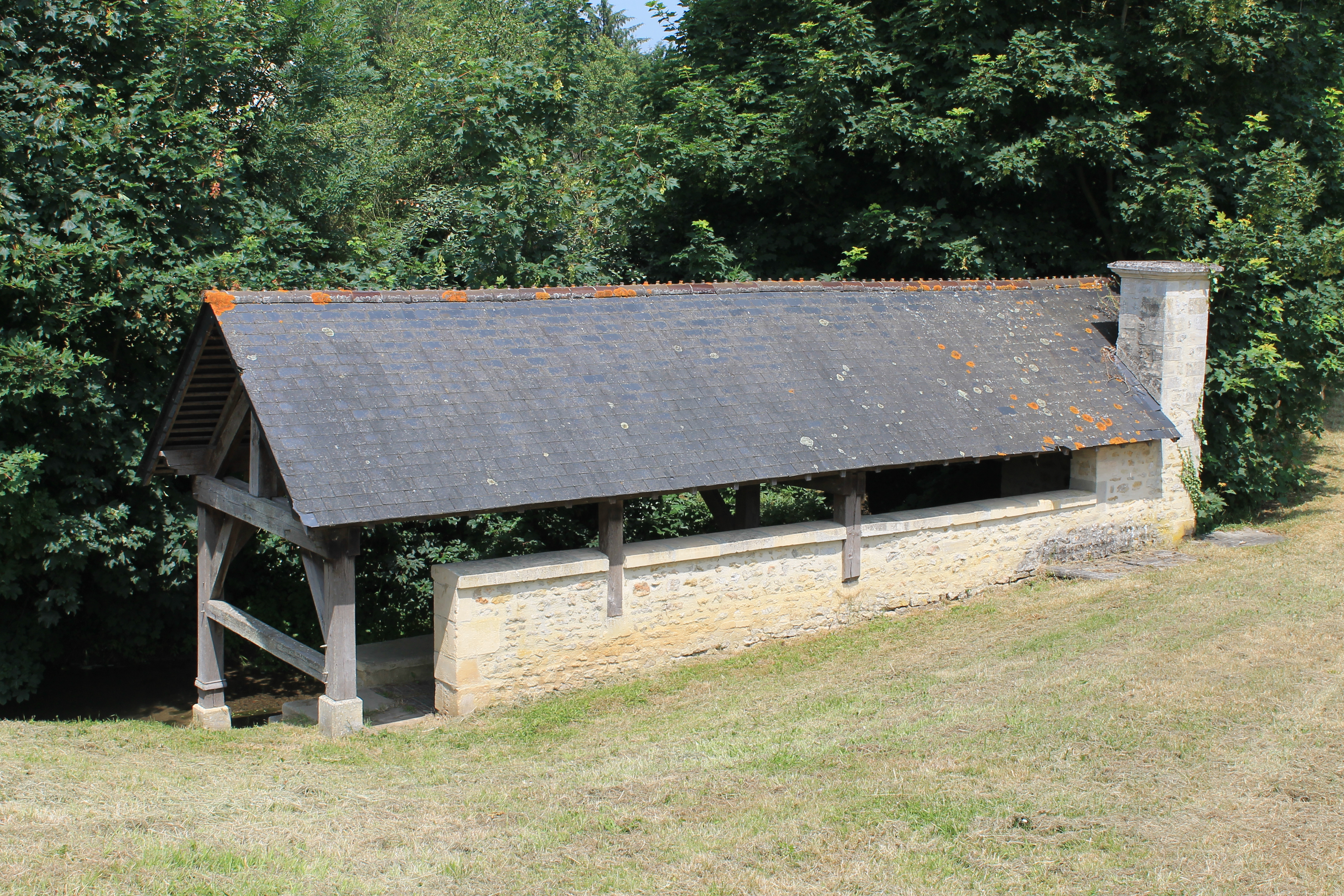
Lavoir du lieu Foison.

## Activité et manifestations

### Jumelages
- Bratton Clovelly (Royaume-Uni) depuis 1977.

### Manifestation
- Les Foulées nonantaises, organisées chaque année en avril au profit de deux associations dont Courir pour les trisomiques[34].

## Personnalités liées à la commune
- Michel Tronchay (1668 - 1703 au château de Nonant), écrivain.